# Wegwielrennen op de Paralympische Zomerspelen 2020 - Tijdrit mannen H5
De tijdrit mannen H5 bij het wegwielrennen tijdens de XVIe Paralympische Zomerspelen, vond plaats op de Fuji Speedway een racecircuit in de Japanse prefectuur Shizuoka.

## Uitslag
| #      | renners               | renners | tijd     | tijd     |
| ------ | --------------------- | ------- | -------- | -------- |
| Goud   | Mitch Valize          | NED     | 38:12.94 |          |
| Zilver | Loïc Vergnaud         | FRA     | 39:15.16 | +1:02.22 |
| Brons  | Gary O'Reilly         | IRL     | 39:36.46 | +1:23.52 |
| 4      | Diego Colombari       | ITA     | 41:21.29 | +3:08.35 |
| 5      | Tim de Vries          | NED     | 41:33.46 | +3:20.52 |
| 6      | Alfredo de los Santos | USA     | 41:37.77 | +3:24.83 |
| 7      | Luís Costa            | POR     | 42:42.18 | +4:29.24 |
| 8      | Stuart Tripp          | AUS     | 42:56.88 | +4:43.94 |
| 9      | Ernst van Dyk         | RSA     | 44:34.88 | +6:21.94 |